# Новоселица (Днестровский район)
Новосе́лица (укр. Новоселиця) — село в Кельменецкой поселковой общине Днестровского района Черновицкой области Украины.
Первые письменные упоминания села относятся к XVIII веку.
В 1941 году был создан колхоз, восстановленный в 1946 году. Основное направление деятельности — выращивание зерновых и сахарной свеклы с развитым мясо-молочным животноводством.
Были построены школа, дом культуры, библиотека, две столовые. Действовал кирпичный завод и производство извести.
Население по переписи 2001 года составляло 2520 человек.
До 2020 года входило в Кельменецкий район